# Championnat du monde de Formule 1 1967
Navigation
1966 1968
Le championnat du monde de Formule 1 1967 a été remporté par le Néo-zélandais Denny Hulme sur une Brabham-Repco. Brabham remporte le championnat du monde des constructeurs.

## Règlement sportif
- L'attribution des points s'effectue selon le barème 9, 6, 4, 3, 2, 1.
- Seuls les cinq meilleurs résultats des six premières manches et les quatre meilleurs résultats des cinq dernières manches sont retenus.

## Règlement technique
- Moteurs atmosphériques : 3 000 cm³
- Moteurs suralimentés : 1 500 cm3

## Principaux engagés
- La principale nouveauté de la saison 1967 est l'arrivée du motoriste anglais Cosworth qui, avec le soutien financier de Ford, a conçu un V8 3 litres. Directement à l'origine de l'arrivée de Cosworth en F1, l'écurie Lotus bénéficie du nouveau V8 en exclusivité. L'arrivée de Ford dans le paysage de la Formule 1 n'est pas non plus sans conséquence sur le choix des pilotes. Ford a en effet exigé de Colin Chapman qu'il adjoigne à sa star Jim Clark un coéquipier de tout premier plan : 8 ans après avoir claqué la porte de Lotus pour rejoindre BRM, Graham Hill effectue son retour dans l'équipe de ses débuts.
- Pour contrer les nouvelles Lotus, Brabham qui a remporté les deux titres en 1966 reste fidèle à sa tradition de rusticité : châssis tubulaire alors que quasiment toutes les équipes ont opté pour la coque depuis déjà plusieurs années, moteur Repco et le solide duo Océanien Jack Brabham-Denny Hulme.
- BRM persiste avec le moteur H16 qui n'a pourtant convaincu personne en 1966. Le départ de Graham Hill présent dans l'écurie depuis 1960 laisse un vide que ne devrait pas combler l'arrivée de Mike Spence. Désormais premier pilote, le jeune Jackie Stewart s'affirme comme un rival crédible pour son compatriote Jim Clark.
- Chez Ferrari où le directeur sportif Eugenio Dragoni a payé l'affaire Surtees du printemps précédent, Lorenzo Bandini est épaulé par Chris Amon.
- Bonne surprise de la saison 1966, l'écurie Cooper-Maserati a perdu John Surtees durant l'hiver. Pour seconder le fougueux autrichien Jochen Rindt, il est fait appel au Mexicain Pedro Rodríguez.
- John Surtees trouve refuge chez Honda : en réalité il s'agit de retrouvailles avec Lola pour laquelle il avait piloté en 1962 en F1, puis plus tard en CanAm dans la mesure où Honda sous-traite la construction du châssis au constructeur anglais.
- Parti de chez Honda, Richie Ginther rejoint l'écurie Eagle AAR de son compatriote Dan Gurney.

Liste complète des écuries et pilotes ayant couru dans le championnat 1967 de Formule 1 organisé par la FIA.
| Écurie                                | Constructeur   | Châssis        | Moteur                                                                     | Pneus | Pilotes              | Courses        |
| ------------------------------------- | -------------- | -------------- | -------------------------------------------------------------------------- | ----- | -------------------- | -------------- |
| Brabham Racing Organisation           | Brabham        | BT20 BT19 BT24 | Repco 740 3.0 V8                                                           | G     | Jack Brabham         | Toutes         |
| Brabham Racing Organisation           | Brabham        | BT20 BT19 BT24 | Repco 740 3.0 V8                                                           | G     | Denny Hulme          | Toutes         |
| Cooper Car Company                    | Cooper         | T81 T81B T86   | Maserati 9/F1 3.0 V12 Maserati 10/F1 3.0 V12                               | F     | Jochen Rindt         | 1-10           |
| Cooper Car Company                    | Cooper         | T81 T81B T86   | Maserati 9/F1 3.0 V12 Maserati 10/F1 3.0 V12                               | F     | Pedro Rodríguez      | 1-7, 11        |
| Cooper Car Company                    | Cooper         | T81 T81B T86   | Maserati 9/F1 3.0 V12 Maserati 10/F1 3.0 V12                               | F     | Alan Rees            | 6              |
| Cooper Car Company                    | Cooper         | T81 T81B T86   | Maserati 9/F1 3.0 V12 Maserati 10/F1 3.0 V12                               | F     | Richard Attwood      | 8              |
| Cooper Car Company                    | Cooper         | T81 T81B T86   | Maserati 9/F1 3.0 V12 Maserati 10/F1 3.0 V12                               | F     | Jacky Ickx           | 9-10           |
| Owen Racing Organisation              | BRM            | P83 P261 P115  | BRM P75 3.0 H16 BRM P60 2.1 V8                                             | G     | Jackie Stewart       | Toutes         |
| Owen Racing Organisation              | BRM            | P83 P261 P115  | BRM P75 3.0 H16 BRM P60 2.1 V8                                             | G     | Mike Spence          | Toutes         |
| Team Lotus                            | Lotus          | 43 33 49       | BRM P75 3.0 H16 Climax FWMV 2.0 V8 BRM P60 2.1 V8 Ford Cosworth DFV 3.0 V8 | F     | Jim Clark            | Toutes         |
| Team Lotus                            | Lotus          | 43 33 49       | BRM P75 3.0 H16 Climax FWMV 2.0 V8 BRM P60 2.1 V8 Ford Cosworth DFV 3.0 V8 | F     | Graham Hill          | Toutes         |
| Team Lotus                            | Lotus          | 43 33 49       | BRM P75 3.0 H16 Climax FWMV 2.0 V8 BRM P60 2.1 V8 Ford Cosworth DFV 3.0 V8 | F     | Eppie Wietzes        | 8              |
| Team Lotus                            | Lotus          | 43 33 49       | BRM P75 3.0 H16 Climax FWMV 2.0 V8 BRM P60 2.1 V8 Ford Cosworth DFV 3.0 V8 | F     | Giancarlo Baghetti   | 9              |
| Team Lotus                            | Lotus          | 43 33 49       | BRM P75 3.0 H16 Climax FWMV 2.0 V8 BRM P60 2.1 V8 Ford Cosworth DFV 3.0 V8 | F     | Moisés Solana        | 10-11          |
| Team Lotus                            | Lotus          | 48             | Ford Cosworth FVA 1.6 L4                                                   | F     | Jackie Oliver        | 7              |
| Anglo American Racers                 | Eagle          | T1F T1G        | Climax FPF 2.8 L4 Weslake 58 3.0 V12                                       | G     | Dan Gurney           | Toutes         |
| Anglo American Racers                 | Eagle          | T1F T1G        | Climax FPF 2.8 L4 Weslake 58 3.0 V12                                       | G     | Richie Ginther       | 2              |
| Anglo American Racers                 | Eagle          | T1F T1G        | Climax FPF 2.8 L4 Weslake 58 3.0 V12                                       | G     | Bruce McLaren        | 5-7            |
| Anglo American Racers                 | Eagle          | T1F T1G        | Climax FPF 2.8 L4 Weslake 58 3.0 V12                                       | G     | Ludovico Scarfiotti  | 9              |
| Honda Racing                          | Honda          | RA273 RA300    | Honda RA273E 3.0 V12                                                       | F     | John Surtees         | 1-4, 6-7, 9-11 |
| Rob Walker/Jack Durlacher Racing Team | Cooper         | T81            | Maserati 9/F1 3.0 V12                                                      | F     | Joseph Siffert       | Toutes         |
| DW Racing Enterprises                 | Brabham        | BT11           | Climax FPF 2.8 L4                                                          | F D   | Bob Anderson         | 1-6            |
| Joakim Bonnier Racing Team            | Cooper         | T81            | Maserati 9/F1 3.0 V12                                                      | F     | Joakim Bonnier       | 1, 4, 6-11     |
| Reg Parnell Racing                    | Lotus BRM      | 25 P261 P83    | BRM P56 2.0 V8 BRM P75 3.0 H16                                             | F     | Piers Courage        | 1-2, 6         |
| Reg Parnell Racing                    | Lotus BRM      | 25 P261 P83    | BRM P56 2.0 V8 BRM P75 3.0 H16                                             | F     | Chris Irwin          | 3-11           |
| John Love                             | Cooper         | T79            | Climax FPF 2.8 L4                                                          | F     | John Love            | 1              |
| Sam Tingle                            | LDS            | Mk 3           | Climax FPF 2.8 L4                                                          | F     | Sam Tingle           | 1              |
| Scuderia Scribante                    | Brabham        | BT11           | Climax FPF 2.8 L4                                                          | F     | Dave Charlton        | 1              |
| Luki Botha                            | Brabham        | BT11           | Climax FPF 2.8 L4                                                          | D     | Luki Botha           | 1              |
| Matra Sports                          | Matra          | MS7            | Ford Cosworth FVA 1.6 L4                                                   | D     | Jean-Pierre Beltoise | 2, 10-11       |
| Matra Sports                          | Matra          | MS7            | Ford Cosworth FVA 1.6 L4                                                   | D     | Johnny Servoz-Gavin  | 2              |
| Bruce McLaren Motor Racing            | McLaren        | M4B M5A        | BRM P56 2.0 V8 BRM P142 3.0 V12                                            | G     | Bruce McLaren        | 2-3, 8-11      |
| Scuderia Ferrari SpA SEFAC            | Ferrari        | 312            | Ferrari 242 3.0 V12 Ferrari 218 3.0 V12                                    | F     | Lorenzo Bandini      | 2              |
| Scuderia Ferrari SpA SEFAC            | Ferrari        | 312            | Ferrari 242 3.0 V12 Ferrari 218 3.0 V12                                    | F     | Chris Amon           | 2-11           |
| Scuderia Ferrari SpA SEFAC            | Ferrari        | 312            | Ferrari 242 3.0 V12 Ferrari 218 3.0 V12                                    | F     | Mike Parkes          | 3-4            |
| Scuderia Ferrari SpA SEFAC            | Ferrari        | 312            | Ferrari 242 3.0 V12 Ferrari 218 3.0 V12                                    | F     | Ludovico Scarfiotti  | 3-4            |
| Scuderia Ferrari SpA SEFAC            | Ferrari        | 312            | Ferrari 242 3.0 V12 Ferrari 218 3.0 V12                                    | F     | Jonathan Williams    | 11             |
| Guy Ligier                            | Cooper Brabham | T81 BT20       | Maserati 9/F1 3.0 V12 Repco 620 3.0 V8                                     | D F   | Guy Ligier           | 4-7, 9-11      |
| Bernard White Racing                  | BRM            | P261           | BRM P60 2.1 V8                                                             | G     | David Hobbs          | 6, 8           |
| Charles Vögele Racing                 | Cooper         | T77            | ATS 2.7 V8                                                                 | D     | Silvio Moser         | 6              |
| Bayerische Motoren Werke AG           | Lola           | T100           | BMW M10V 2.0 L4                                                            | D     | Hubert Hahne         | 7              |
| Gerhard Mitter                        | Brabham        | BT23           | Ford Cosworth FVA 1.6 L4                                                   | D     | Gerhard Mitter       | 7              |
| Roy Winkelmann Racing                 | Brabham        | BT23           | Ford Cosworth FVA 1.6 L4                                                   | F     | Alan Rees            | 7              |
| Ecurie Ford-France                    | Matra          | MS5            | Ford Cosworth FVA 1.6 L4                                                   | D     | Jo Schlesser         | 7              |
| Ron Harris Racing Team                | Protos         | F2             | Ford Cosworth FVA 1.6 L4                                                   | F     | Brian Hart           | 7              |
| Ron Harris Racing Team                | Protos         | F2             | Ford Cosworth FVA 1.6 L4                                                   | F     | Kurt Ahrens          | 7              |
| Lola Cars                             | Lola           | T100           | BMW M10V 2.0 L4 Ford Cosworth FVA 1.6 L4                                   | F     | David Hobbs          | 7              |
| Lola Cars                             | Lola           | T100           | BMW M10V 2.0 L4 Ford Cosworth FVA 1.6 L4                                   | F     | Brian Redman         | 7              |
| Tyrrell Racing Organisation           | Matra          | MS7            | Ford Cosworth FVA 1.6 L4                                                   | D     | Jacky Ickx           | 7              |
| Mike Fisher                           | Lotus          | 33             | BRM P60 2.1 V8                                                             | F     | Mike Fisher          | 8, 11          |
| Castrol Oils Ltd                      | Eagle          | T1F            | Climax FPF 2.8 L4                                                          | G     | Al Pease             | 8              |
| Tom Jones                             | Cooper         | T82            | Climax FWMV 2.0 V8                                                         | F     | Tom Jones            | 8              |

- Les écuries et pilotes sur fond rose ont participé au Grand Prix d'Allemagne en catégorie F2.

## Résumé du championnat du monde 1967
La saison débute à Kyalami en Afrique du Sud par la victoire surprise du Mexicain Pedro Rodríguez alors que le régional de l'étape rhodésien John Love, qualifié à une remarquable cinquième place sur sa Cooper-Climax privée, a pris tête de course après les ennuis du leader Denny Hulme avant qu'une panne d'essence ne l'oblige à passer par les stands : il se classera finalement deuxième.
Absentes en Afrique du Sud, les Ferrari débutent à Monaco. En mesure de rivaliser avec les dominatrices Brabham lors des essais, Bandini rate son départ ce qui l'oblige à une folle course poursuite derrière Hulme. Après avoir un temps semblé en mesure d'opérer la jonction avec le pilote néo-zélandais, Bandini, épuisé, perd progressivement pied, part à la faute à la chicane du port et heurte les barrières de sécurité : atrocement brûlé à la suite de l'embrasement de sa Ferrari, Bandini ne survit pas à ses blessures. 
À Zandvoort, l'attention est focalisée sur les débuts de la nouvelle Lotus 49 et son tout nouveau moteur, le V8 Ford-Cosworth (depuis le début de la saison, les pilotes Lotus jonglaient avec un antique moteur Climax ainsi qu'avec des BRM V8 et H16). le coup d'essai se transforme en coup de maître puisque Jim Clark triomphe avec facilité. Troisième, Denny Hulme conforte son avance au championnat.
En Belgique, la nouvelle domination annoncée des Lotus est contrariée par des soucis de fiabilité. Les Brabham rencontrant elles aussi des problèmes, Dan Gurney en profite pour offrir à la belle Eagle-Weslake sa première victoire. Un an après Brabham, c'est la deuxième fois qu'un « pilote-constructeur » s'impose en Formule 1. 
La domination des Brabham, du moins en termes de résultats car les Lotus-Cosworth sont incontestablement les plus rapides du plateau, se poursuit au cœur de l'été : si Clark s'impose à Silverstone, le duo Hulme-Brabham signe deux nouveaux doublés en Allemagne et au Canada tandis que Clark subit dans le même temps deux résultats blancs. Le titre va se jouer entre les pilotes Brabham. Avec seulement 9 points d'avance sur son patron et coéquipier à trois manches du terme, Hulme n'a qu'une marge de manœuvre réduite et sa position au sein de l'équipe semble d'autant plus fragile qu'il a annoncé son départ de l'écurie à la fin de l'année. 
En Italie, Brabham manque l'occasion de combler son retard sur Hulme puisque, dans un sprint final resté fameux, il se fait souffler la victoire par John Surtees et sa « Hondola » et ne profite donc pas pleinement de l'abandon de Hulme. Au cours de ce Grand Prix Jim Clark réalise une formidable prestation en rattrapant un tour complet de retard sur les leaders après une crevaison mais, tombant en panne d'essence dans le dernier virage, il est classé troisième. 
À Watkins Glen, Hulme reprend deux points à Brabham et prend une option quasi définitive sur le titre mondial : il porte son avance à cinq points sur Brabham, mais comme ce dernier atteint son quota de quatre résultats sur la deuxième moitié de saison, il devra retrancher les deux points acquis à Watkins Glen. 
Brabham est condamné à la victoire à Mexico tout en esperant que Hulme ne se classe pas dans les quatre premiers. Le renversement de situation n'a pas lieu car Clark met à profit une Lotus enfin fiablilisée pour verrouiller la première place. Troisième de la course derrière Brabham, Denny Hulme remporte le titre de champion du monde.

## Grands Prix de la saison 1967
| no  | Date         | Grand Prix                    | Lieu              | Vainqueur       | Écurie          | Pole position | Record du tour | Résumé |
| --- | ------------ | ----------------------------- | ----------------- | --------------- | --------------- | ------------- | -------------- | ------ |
| 151 | 2 janvier    | Grand Prix d'Afrique du Sud   | Kyalami           | Pedro Rodriguez | Cooper-Maserati | Jack Brabham  | Denny Hulme    | Résumé |
| 152 | 7 mai        | Grand Prix de Monaco          | Monaco            | Denny Hulme     | Brabham-Repco   | Jack Brabham  | Jim Clark      | Résumé |
| 153 | 4 juin       | Grand Prix des Pays-Bas       | Zandvoort         | Jim Clark       | Lotus-Ford      | Graham Hill   | Jim Clark      | Résumé |
| 154 | 18 juin      | Grand Prix de Belgique        | Spa-Francorchamps | Dan Gurney      | Eagle-Weslake   | Jim Clark     | Dan Gurney     | Résumé |
| 155 | 2 juillet    | Grand Prix de France          | Le Mans           | Jack Brabham    | Brabham-Repco   | Graham Hill   | Graham Hill    | Résumé |
| 156 | 15 juillet   | Grand Prix de Grande-Bretagne | Silverstone       | Jim Clark       | Lotus-Ford      | Jim Clark     | Denny Hulme    | Résumé |
| 157 | 6 août       | Grand Prix d'Allemagne        | Nürburgring       | Denny Hulme     | Brabham-Repco   | Jim Clark     | Dan Gurney     | Résumé |
| 158 | 27 août      | Grand Prix du Canada          | Mosport           | Jack Brabham    | Brabham-Repco   | Jim Clark     | Jim Clark      | Résumé |
| 159 | 10 septembre | Grand Prix d'Italie           | Monza             | John Surtees    | Honda           | Jim Clark     | Jim Clark      | Résumé |
| 160 | 1er octobre  | Grand Prix des États-Unis     | Watkins Glen      | Jim Clark       | Lotus-Ford      | Graham Hill   | Graham Hill    | Résumé |
| 161 | 22 octobre   | Grand Prix du Mexique         | Mexico            | Jim Clark       | Lotus-Ford      | Jim Clark     | Jim Clark      | Résumé |

## Classement des pilotes
| Classement | Pilote              | Pays             | Voiture         | Nombre de points |
| ---------- | ------------------- | ---------------- | --------------- | ---------------- |
| 1er        | Denny Hulme         | Nouvelle-Zélande | Brabham-Repco   | 51               |
| 2e         | Jack Brabham        | Australie        | Brabham-Repco   | 46 (48)          |
| 3e         | Jim Clark           | Royaume-Uni      | Lotus-Ford      | 41               |
| 4e         | John Surtees        | Royaume-Uni      | Honda           | 20               |
| 5e         | Chris Amon          | Nouvelle-Zélande | Ferrari         | 20               |
| 6e         | Pedro Rodríguez     | Mexique          | Cooper-Maserati | 15               |
| 7e         | Graham Hill         | Royaume-Uni      | Lotus-Ford      | 15               |
| 8e         | Dan Gurney          | États-Unis       | Eagle-Weslake   | 13               |
| 9e         | Jackie Stewart      | Royaume-Uni      | BRM             | 10               |
| 10e        | Mike Spence         | Royaume-Uni      | BRM             | 9                |
| 11e        | John Love           | Rhodésie         | Cooper-Climax   | 6                |
| 12e        | Joseph Siffert      | Suisse           | Cooper-Maserati | 6                |
| 13e        | Jochen Rindt        | Autriche         | Cooper-Maserati | 6                |
| 14e        | Bruce McLaren       | Nouvelle-Zélande | McLaren-BRM     | 3                |
| 15e        | Joakim Bonnier      | Suède            | Cooper-Maserati | 3                |
| 16e        | Chris Irwin         | Royaume-Uni      | BRM             | 2                |
| 17e        | Bob Anderson        | Royaume-Uni      | Brabham-Climax  | 2                |
| 18e        | Mike Parkes         | Royaume-Uni      | Ferrari         | 2                |
| 19e        | Guy Ligier          | France           | Brabham-Repco   | 1                |
| 20e        | Ludovico Scarfiotti | Italie           | Ferrari         | 1                |
| 21e        | Jacky Ickx          | Belgique         | Cooper-Maserati | 1                |

Seuls les 5 meilleurs résultats des 6 premières courses et les 4 meilleurs résultats des 5 dernières courses sont comptabilisées pour le championnat. Les nombres sans parenthèse sont les points du championnat; les nombres avec parenthèses sont le total des points obtenus.

## Classement des constructeurs
| Classement | Constructeur    | Nationalité    | Nombre de points |
| ---------- | --------------- | -------------- | ---------------- |
| 1          | Brabham-Repco   | Royaume-Uni    | 63 (67)          |
| 2          | Lotus-Ford      | Royaume-Uni    | 44               |
| 3          | Cooper-Maserati | Royaume-Uni    | 28               |
| 4          | Honda           | Japon          | 20               |
| 5          | Ferrari         | Italie         | 20               |
| 6          | BRM             | Royaume-Uni    | 17               |
| 7          | Eagle-Weslake   | États-Unis     | 13               |
| 8          | Lotus-BRM       | Royaume-Uni    | 6                |
| 9          | Cooper-Climax   | Royaume-Uni    | 6                |
| 10         | McLaren-BRM     | Royaume-Uni    | 3                |
| 11         | Brabham-Climax  | Royaume-Uni    | 2                |
| 12         | Eagle-Climax    | États-Unis     | 0                |
| 13         | Lotus-Climax    | Royaume-Uni    | 0                |
| 14         | Matra-Ford      | France         | 0                |
| 15         | Cooper-ATS      | Royaume-Uni    | 0                |
| 16         | LDS-Climax      | Afrique du Sud | 0                |

Seuls les 5 meilleurs résultats des 6 premières courses et les 4 meilleurs résultats des 5 dernières courses sont comptabilisées pour le championnat. Les nombres sans parenthèse sont les points retenus ; les nombres avec parenthèses sont le total des points obtenus.

## Liste des Grands Prix disputés cette saison ne comptant pas pour le championnat du monde de Formule 1
| Nom                            | Circuit      | Date         | Vainqueur                       | Constructeur  |
| ------------------------------ | ------------ | ------------ | ------------------------------- | ------------- |
| IIe Race of Champions          | Brands Hatch | 12 mars      | Dan Gurney                      | Eagle-Weslake |
| Ire Spring Cup                 | Oulton Park  | 15 avril     | Jack Brabham                    | Brabham-Repco |
| XIXe BRDC International Trophy | Silverstone  | 29 avril     | Mike Parkes                     | Ferrari       |
| XVIe Grand Prix de Syracuse    | Syracuse     | 21 mai       | Mike Parkes Ludovico Scarfiotti | Ferrari       |
| XIVe International Gold Cup    | Oulton Park  | 16 septembre | Jack Brabham                    | Brabham-Repco |
| XVe Grand Prix d'Espagne       | Jarama       | 12 novembre  | Jim Clark                       | Lotus-Ford    |